# Viktor Kölle
Viktor Kölle (* 18. Juli 1858 in Schellerten; † 26. September 1937 in Hildesheim) war Jurist und Mitglied des Deutschen Reichstags.

## Leben
Kölle besuchte das Gymnasium und studierte Staats- und Rechtswissenschaften in Göttingen. Danach war er Referendar und Gerichtsassessor bei verschiedenen Amts- und Landgerichten und in der Staatsanwaltschaft. Später war er Amtsgerichtsrat beim Amtsgericht Zellerfeld. Er war Ehrenbürger der Stadt Elze und als Oberleutnant der Landwehr I Träger der Landwehrdienstauszeichnung I. Klasse.
Von 1903 bis 1909 war er Mitglied des Preußischen Abgeordnetenhauses von 1907 bis 1912 Mitglied des Deutschen Reichstags für den Wahlkreis Provinz Hannover 13 (Goslar, Zellerfeld, Ilfeld) und die Wirtschaftliche Vereinigung.